# Sofia (région)
Pour les articles homonymes, voir Sofia (homonymie).

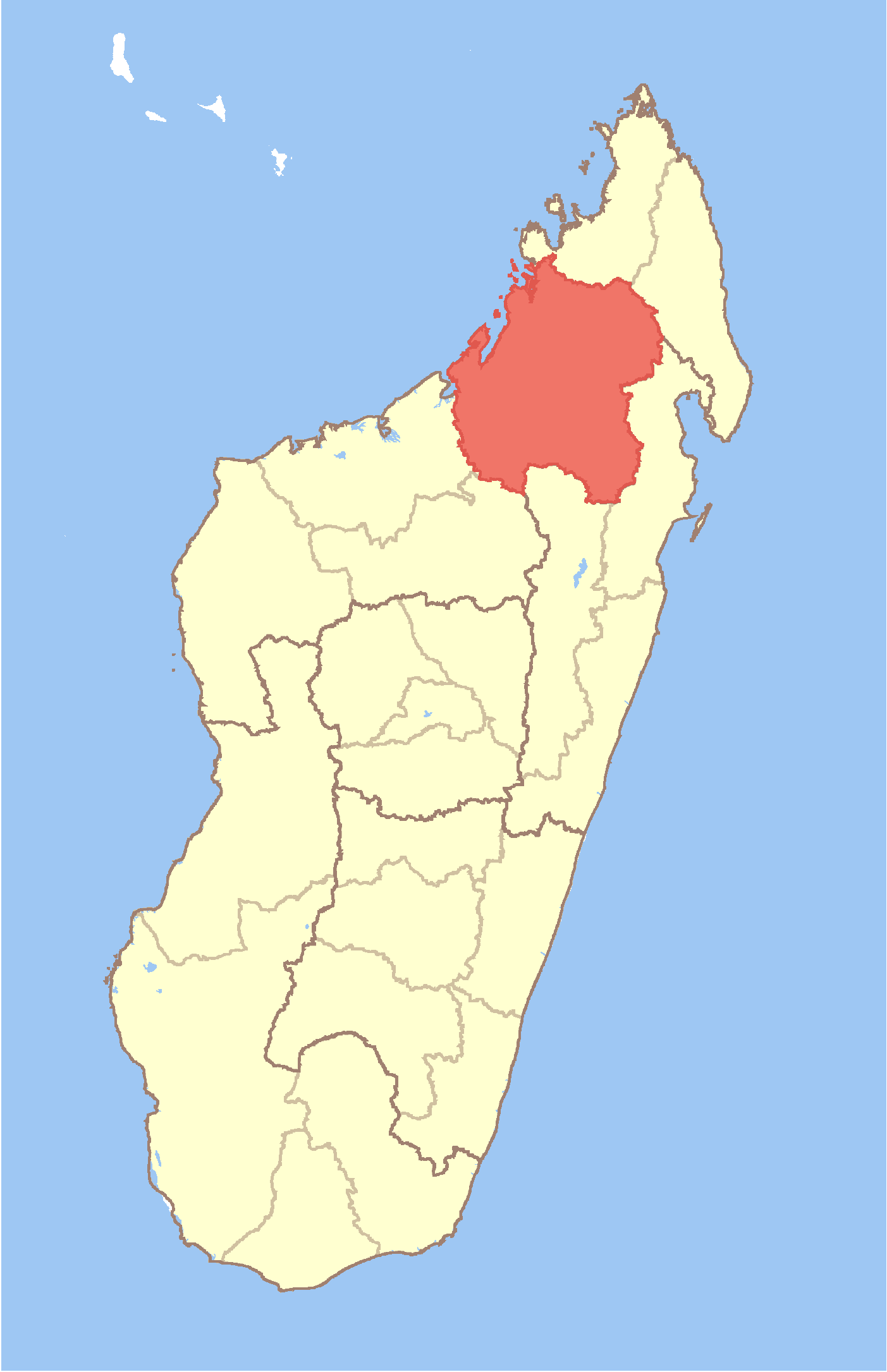
Localisation de la région de Sofia à Madagascar.

Sofia est l'une des vingt-trois régions de Madagascar, nommée d'après le nom d'un fleuve. Elle est située dans la province de Majunga (ou Mahajanga) et son chef-lieu est Antsohihy.

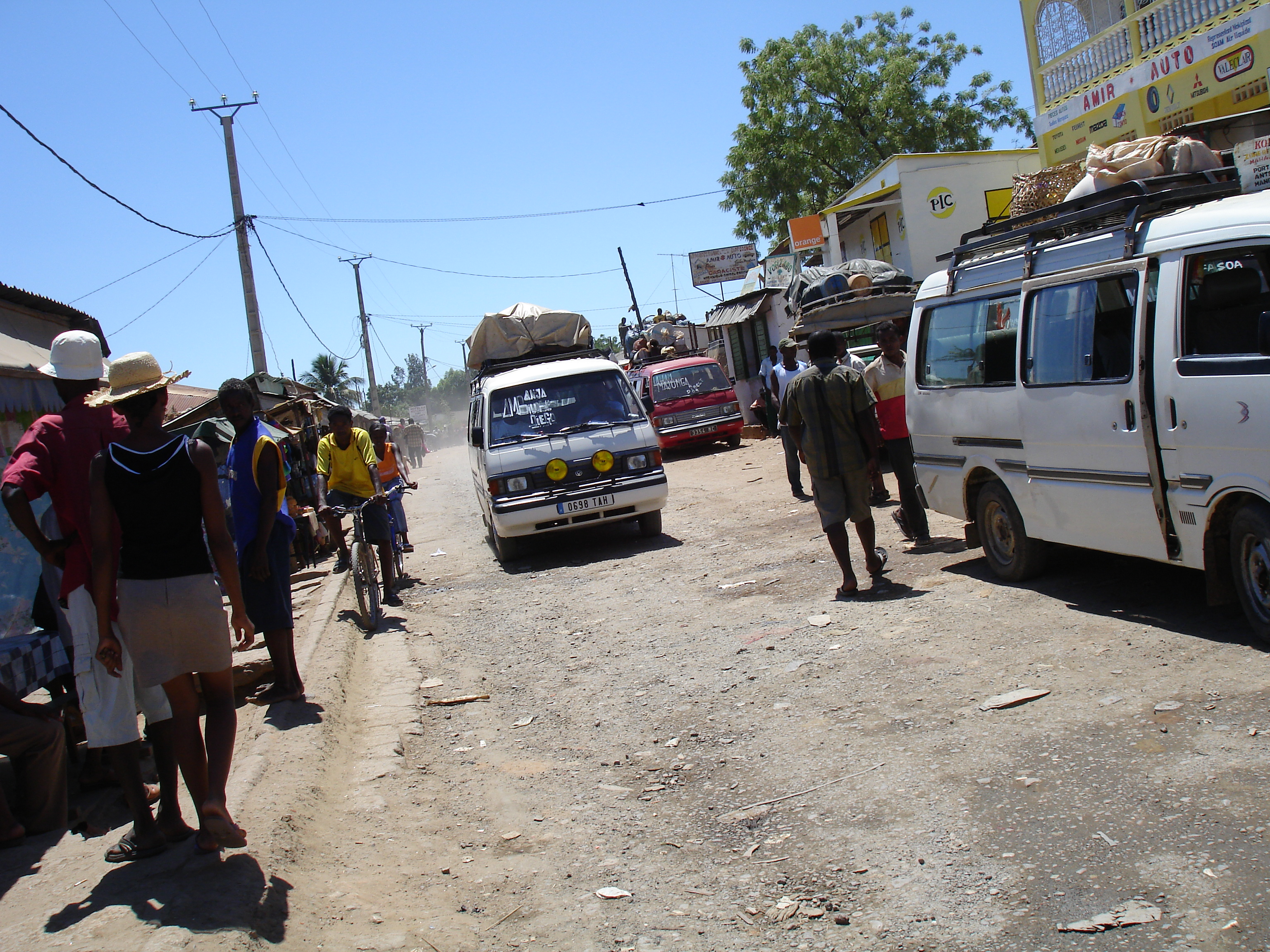
Sofia

## Géographie
La région se situe à cheval entre le bassin du Nord-Ouest et les hautes terres du nord de Madagascar.
Elle a une superficie de 52 504 km2, sur laquelle vivaient environ 1 280 847 habitants en 2014.

## Administration
La région est composée de sept districts et 108 kaominina (communes) :
- District d'Analalava (13 kaominina)
- District d'Antsohihy (12 kaominina)
- District de Bealanana (13 kaominina)
- District de Befandriana Avaratra (12 kaominina)
- District de Boriziny (15 kaominina)
- District de Mampikony (10 kaominina)
- District de Mandritsara (28 communes)

## Patrimoine naturel
- Réserve spéciale de Bora
- Réserve spéciale de Marotandrano
- Réserve spéciale de Tampoketsa Analamaitso